# Medalha Picasso
A Medalha Picasso é um galardão outorgado pela UNESCO a personalidades ou instituições relevantes do mundo da arte e da cultura.
Este prémio foi instituído em 1981 para celebrar o centenário do nascimento de Pablo Picasso. Nessa data organizou-se em Paris um simpósio internacional dedicado ao artista espanhol, que ficou registado num livro e num número especial do Correio da UNESCO dedicado ao pintor. A ideia do prémio já tinha sido concebida um ano antes, quando a Conferência Geral da UNESCO aprovou a criação deste galardão tendo em conta «o grande impacto e significado universal da obra de Picasso na evolução e transformação da arte contemporânea». Assinala-se que a UNESCO conta desde 1958 com um mural de Picasso intitulado A Queda de Ícaro, situado no grande átrio do Edifício de Conferências da sede da UNESCO em Paris.
A medalha foi desenhada por Joan Miró, e realizada por Joan Gardy Artigas. O anverso tem inscrito o lema Pablo Picasso – Málaga – 25.X.1881 e, segundo palavras do próprio Miró, «tem no centro um olho, fixo e alerta, rodeado de inscrições mágicas e musicais, como o olho de Picasso». O reverso contém uma paisagem desértica, uma árvore, uma estrela e a assinatura de Miró.

## Premiados
- Alicia Alonso,[1][2] bailarina e coreógrafa cubana
- Augusto Boal,[3] encenador, escritor e político brasileiro
- Ariane Mnouchkine,[4] encenador francês
- Nam June Paik,[5] americano de origem coreana, considerado pioneiro da videoarte
- Mohammad-Reza Shajarian,[6][7] cantor iraniano
- Vladimir Vasiliev,[8] Dançarino e coreógrafo russo
- Parque Nacional Uluru-Kata Tjuta,[9] Território do Norte, Austrália